# ليزا شوارتز
ليزا شوارتز (بالإنجليزية: Lisa Schwartz)‏ هي يوتيوبية وممثلة أمريكية، ولدت في 4 أبريل 1983 في طرزانا، لوس أنجلوس في الولايات المتحدة.

## وصلات خارجية
- ليزا شوارتز على موقع IMDb (الإنجليزية)
- ليزا شوارتز على موقع قاعدة بيانات الفيلم (الإنجليزية)